# Полонисте
Поло́нисте — село в Україні, у Перегонівській сільській громаді Голованівського району Кіровоградської області. Населення становить 212 осіб.

## Історія
В книзі 1895 року, автором якої є В.Б.Антонович, яка має назву "Археологічна мапа Київської губернії"  зазначено, що в селі є 3 кургани.
В книзі Похилевича 1864 року "Сказання про населені місцевості Київської губернії" вказано, що Полонисте село при річці Ятрані в 3 верстах нижче Перегонівки. Всього мешканців: православних 552, лютеран та римських католиків 16, євреїв 8; землі 1569 десятин. Належить старшому синові Карла Йокиша (Йокима?) Богумилу. Церква Успенська, дерев'яна, 7 класу; землі має указну пропорцію; в якому році збудована невідомо. 
Під час організованого радянською владою Голодомору 1932—1933 років померло щонайменше 259 жителів села.

## Населення
Згідно з переписом УРСР 1989 року чисельність наявного населення села становила 501 особа, з яких 213 чоловіків та 288 жінок.
За переписом населення України 2001 року в селі мешкало 415 осіб.

### Мова
Розподіл населення за рідною мовою за даними перепису 2001 року:
| Мова       | Відсоток |
| ---------- | -------- |
| українська | 98,07 %  |
| російська  | 1,45 %   |
| білоруська | 0,24 %   |
| молдовська | 0,24 %   |

## Відомі люди
У селі народились:
- український письменник і краєзнавець Микола Ковальчук (1918—2011)
- Сиволап Петро Спиридонович (* 1929) — гуморист-сатирик, член Національної спілки письменників України. Закінчив Львівський державний університет. З 1960 р. на журналістській роботі. Зокрема працював у газеті «Кіровоградська правда». Автор гумористичних збірок «Душа і ноги» (1984), «Баранячий фасад» (1989), «Етикетка для колгот» (1994), автор збірки «Калинова Ятрань» (1995)